# Lindsay Lee-Waters
Lindsay Lee-Waters (Oklahoma City, 28 de junho de 1977) é uma tenista profissional estadunidense, seu melhor ranking de simples de N. 33, e em duplas de 86 em duplas.